# Адамештяну, Габриэла
Габриэла Адамештяну (рум. Gabriela Adameșteanu; 2 апреля 1942, Тыргу-Окна, Румыния) — румынская писательница, новеллист, эссеист, журналистка, переводчица

.

## Биография
Габриэла Адамештяну родилась в 1942 году в семье учителей. В 1965 году окончила филологический факультет Бухарестского университета. После румынской революции 1989 года работала редактором журналов «Revista 22» и «Bucureștiul Cultural».
Первую повесть «Drumul egal al fiecărei zile» опубликовала в 1975 году, за которую была награждена премией Румынской академии.
Автор 4-х повестей, 2-х сборников рассказов, нескольких книг эссе. Произведения Г. Адамештяну переведены на несколько языков, в том числе, русский.
Занимается переводами с французского языка (Ги де Мопассан, Эктор Бьянчотти) .
Габриэла Адамештяну — активист в поддержку гражданского общества и член группы социального диалога (GDS).

## Избранные произведения
- Drumul egal al fiecărei zile (1975)
- Dimineață pierdută (1983)
- Vară-primăvară (сборник рассказов, 1989)
- Obsesia politicii (1995)
- Cele două Românii (эссе, 2000)
- Întâlnirea (2003)
- Provizorat (2010)
- Подари себе день каникул: Рассказы (русск. перевод, 1989).